# Ivar Lundberg (ingenjör)

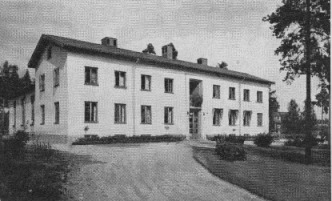
Valbo kommunalhus.

Ivar Gottfrid Lundberg, född 10 mars 1884 i Alingsås, död 4 december 1948 i Gävle, var en svensk ingenjör.
Lundberg avlade byggnadsingenjörsexamen vid Byggnadsyrkesskolan i Stockholm 1909. Han var därefter verksam vid ett flertal större byggnadsarbeten, bland annat som arbetschef vid uppförandet av Södermanlands regementes kaserner i Strängnäs åren 1916–1921. Han var från 1925 verksam som konsulterande ingenjör och kontrollant inom byggnadsbranschen i Gävle, där han anlitades av såväl statliga, kommunala som enskilda företag. Han bedrev även arkitektverksamhet och ritade bland annat Motortjänst i Gefle AB:s, sedermera Philipsons Automobil AB:s, utställnings- och verkstadskomplex vid Södra Skeppsbron (1931, rivet), Odd Fellow Ordens fastighet vid Norra Kopparslagaregatan 14 (1934) och Valbo kommunalhus (1936). Ivar Lundberg är begravd på Skogskyrkogården i Gävle.